# Njuška
Njuška ili gubica (kod svinja rilo) naziv je za dio životinjskog lica koji se sastoji od nosa, usta i čeljusti (gornje i donje). 
Njuška se smatra slabom točkom za većinu životinja, jer zbog svoje strukture podložna je mehaničkima oštećenjima.

## Pseća njuška
Pseće njuške razlikuju se u obliku od ekstremno dugih i tankih (dolicefalični psi), kao npr. kod ruskog hrta, do faktički nepostojeće njuške kod brahicefaličnih pasa, npr. francuski buldog. Većina pasa su mezocefaliči psi jer imaju srednje dugu njušku, kao npr. barak.
Njuška kod pasa počinje nešto ispod očiju i sastoji se od nosa i usta. Većina gornjega dijela njuške sadrži organe za detekciju mirisa.